# クリス・ウェルタ
クリサント・ウェルタ・ブリエバ（Crisanto Huerta Brieva、1935年1月26日 - 2004年11月28日）は、ポルトガル、リスボン出身の俳優。

## 人物
1960年代の初頭から1990年代末までの間にスペインで製作された娯楽映画の脇役を務めた男優。マカロニ・ウェスタンにも数多く出演した。時にはスペル違いのクリス・ウェルタ（Chris Huerta）やクリス・ウェルタス（Chris Huertas）を名乗った。片仮名表記は時にはクリス・フエルタ、クリス・ヒュエルタと記載されることもあった。2004年にスペインのマドリードで死去。

## 業績

### 俳優としての特徴
ポルトガル出身だが、スペイン映画界で活躍した。肥満体で禿げ上がった頭髪と髭面から、アクション映画の脇役が目立ち、マカロニ・ウェスタンのメキシコ人の悪党役も見られた。シリアスな芝居は勿論だが、時にはコミカルな喜劇芝居でも存在感を示した。『バンディドス』（1966年）、『荒野の大活劇』（1969年）等が代表的なものである。1970年代になるとドタバタ調のマカロニ・ウェスタンが流行り、喜劇芝居が中心を占めてジャンニ・ガルコやジョージ・ヒルトン、ディーン・リード等のスターと共演し、主人公をサポートする相棒的な役どころに新境地を見いだした。
ウェルタと同時代に活動したスペインの脇役俳優であるアルド・サンブレル、リカルド・パラシオス、ジェラール・ティチー、ティトー・ガルシア、フランシスコ・ブラナ、ホセ・マヌエル・マルティン等と同様に、スペインで撮影されたハリウッド映画にも度々端役で起用された。

### セルジオ・レオーネと間違われて
フランスのロベール・オッセン監督、主演のマカロニ・ウェスタン『傷だらけの用心棒』（1967年/未/TV放映）ではホテルの受付役で出演した。この役は長年セルジオ・レオーネ監督が演じたと伝えられて来たが、実際は容姿が似ているウェルタが演じたものだった。因みに、レオーネは本作の撮影現場にも立ち寄っており、部分的にも演出にタッチした。この様なエピソードからも噂が独り歩きした様である。

## フィルモグラフィ
- 『キング・オブ・キングス』（1961年）（クレジットなし）ニコラス・レイ監督
- 『奴らに高く吊るされろ!』（1965年/未/TV放映）
- 『夕陽のモヒカン族』（1965年）ハラルト・ラインル監督
- 『禿鷹のえさ（夕陽の七人/禿鷹のえさ）』（1965年）フランク・グラフィールド（フランコ・ジラルディ）監督
- 『続・荒野の用心棒』（1966年）（クレジットなし）セルジオ・コルブッチ監督
- 『さすらいのガンマン』（1966年）セルジオ・コルブッチ監督
- 『バンディドス』（1966年）マックス・ディルマン（マッシモ・ダラマーノ）監督
- 『傷だらけの用心棒』（1967年/未/TV放映）ロベール・オッセン監督
- 『さすらいの用心棒（暁のガンマン）』（1968年/未/TV放映）ジュリオ・ペトローニ監督
- 『荒野の大活劇』（1969年）ドゥッチョ・テッサリ監督
- 『ホワイト・コマンチ』（1969年/未ソフト化）（クレジットなし）ギルバート・リー・ケイ（ホセ・ブリス・メンデス）監督
- 『トリニティの復讐』（1970年/未ソフト化）（クレジットなし）マリオ・カムス監督
- 『コンドルの砦』（1970年）（クレジットなし）ポール・ウェンドコス監督
- 『ガンマン牧師（砦の鬼ガンマン）』（1970年/未/TV放映）レオン・クリモフスキー監督
- 『華麗なる対決』（1971年）クリスチャン＝ジャック監督
- 『殺し（バトル・キラー）』（1971年）ロマン・ギャリー監督
- 『地獄のアパッチ（情報将校アパッチ）』（1971年/未/TV放映）アリグザンダー・シンガー監督
- 『荒野のライフル』（1971年/未/TV放映）（クレジットなし）ロバート・パリッシュ監督
- 『さすらいの盗っ人野郎 サンタナ』（1970年/未/TV放映）
- 『黒馬物語』（1971年）ジェームズ・ヒル監督
- 『精霊と呼ばれた男』（1971年/未ソフト化）アンソニー・アスコット（ジュリアーノ・カルニメーオ）監督
- 『新・さすらいの用心棒 ベン&チャーリー』（1972年/未/TV放映）ミケーレ・ルーポ監督
- 『ザ・サムライ 荒野の珍道中』（1973年/未/ビデオ）セルジオ・コルブッチ監督
- 『救世主伝説 レイジ』（1983年/未/ビデオ）アンソニー・リッチモンド（トニーノ・リッチ）監督